# Bellevalia mauritanica
Bellevalia mauritanica là một loài thực vật có hoa trong họ Măng tây. Loài này được Pomel mô tả khoa học đầu tiên năm 1874.